# Снайперист (филм)
„Снайперист“ (на английски: Shooter) e щатски екшън трилър от 2007 г. на режисьора Антъни Фукуа, по сценарий на Джонатан Лемкин, базиран на романа „Point of Impact“ от 1993 г., написан от Стивън Хънтър. Във филма участват Марк Уолбърг, Майкъл Пеня, Дани Глоувър, Кейт Мара, Илайъс Котеас, Рона Митра, Раде Шербеджия и Нед Бийти. Продуциран е от Лоренцо ди Бонавентура чрез di Bonaventura Pictures, и е пуснат от Paramount Pictures в САЩ на 23 март 2007 г. Спечели 95.7 млн. щ.д. при бюджет от 61. млн. щ.д.